# 艾恩多夫
艾恩多夫是德国下萨克森州的一个市镇。总面积13.68平方公里，总人口1284人，其中男性618人，女性666人（2011年12月31日），人口密度94人/平方公里。